# 法外英雄
《法外英雄》是香港亞洲電視製作的電視劇，在1995年4月3日首播，是1990年代亞洲電視少有關於法律題材的劇集。整部劇集由四個單元故事組成，分別為《奪命哥羅芳》、《DNA奇案》、《無良大國手》、《現代陳世美》。羅慧娟、高雄、王書麒、王艷娜等主演，譚朗昌監製。本劇是羅慧娟為亞洲電視拍攝的唯一一部劇集。

## 劇情簡介
一班不畏惡勢力，富有正義感的專業人士，為了對付那些利用法律漏洞而得以逍遥法外的不法分子，於是組成一個地下裁判團，運用他們的智慧和專業知識，將獵物一步步引進他們的圈套。然而，面對著一群凶狠，狡猾之徒，險象環生。他們又能否逢凶化吉呢？

## 演員表
- 羅慧娟 飾 邵德瑜
- 高　雄 飾 曹顯龍
- 王艷娜 飾 鄺志恆
- 王書麒 飾 陳邦言
- 吳元俊 飾 邵德希
- 曾守明 飾 阿　權
- 江　圖 飾 鄺　逸
- 羅青浩 飾 馮應坤
- 葉靖怡 飾 Katie
- 馮　國 飾 周彼德
- 李樹佳 飾 鄭美欣
- 黃允財 飾 張兆祥
- 文頌嫻
- 韋家雄
- 陳麗斯
- 曾健明
- 凌禮文
- 麥　基
- 黃子揚
- 吳沅儀
- 楊嘉諾
- 李　岡
- 王　薇
- 劉玉婷
- 陳靖允
- 鄭恕峰
- 關偉倫
- 劉錫賢
- 龐秋雁
- 煒　烈
- 陳麗雲
- 譚少英
- 周兆麟
- 冼灝英
- 萬斯敏

## 外部連結
- 王艷娜小屋-法外英雄 （页面存档备份，存于）
- 法外英雄之現代陳世美